# Nied Réunie
Pour les articles homonymes, voir Nied (homonymie).

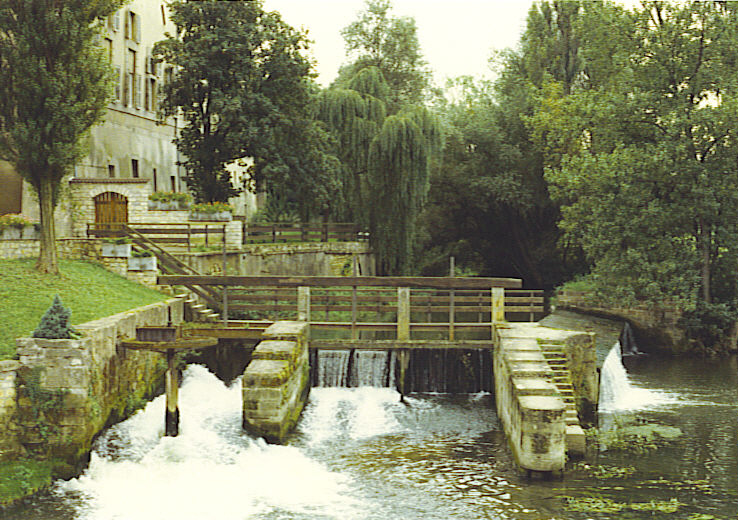
La Nied réunie à Bouzonville.

La Nied Réunie ou Basse Nied est une rivière qui naît de la confluence entre la Nied française et la Nied allemande au niveau de Condé-Northen, à 203 mètres d’altitude. Elle s’écoule ensuite sur 35 kilomètres avant d’arriver en Allemagne où elle se jette dans la Sarre quelques kilomètres plus loin. 

## Historique administratif
Depuis 1982 les 16 communes traversées par la Nied Réunie se sont regroupées pour former un syndicat d’aménagement. 
Le Syndicat d'Aménagement de la Vallée de la Nied Réunie, présidé par Alain Colleur, adjoint au maire de Bouzonville, a pour vocation de réaliser les études et les aménagements qui s’imposent sur la Nied Réunie mais également sur ses affluents. Gérant ainsi plus de 150 km de cours d’eau entre Condé-Northen au Sud et Guerstling au Nord, le syndicat exécute des travaux d’intérêt général en lieu et place des riverains. 
L’enjeu est de trouver un équilibre entre la préservation du milieu naturel et les activités socio-économiques associées.